# Clash at Demonhead
Clash at Demonhead, sorti au Japon sous le nom Dengeki Big Bang!  (電撃ビッグバン Dengeki Biggu Ban?) est un jeu vidéo d'action et de plates-formes non linéaire en 2D développé et édité par Vic Tokai sur NES,. Il est sorti le 27 janvier 1989 au Japon puis en Amérique du Nord en 1990.

## Synopsis
Billy "Big Bang" Blitz est un agent spécial travaillant pour le S.A.B.R.E (Special Assault Brigade for Real Emergencies). Alors qu'il est en vacances à la plage avec sa copine Mary, il reçoit un message urgent du S.A.B.R.E. Il a pour mission de retrouver le Professeur Plum, créateur d'une bombe atomique, kidnappé par le malfaisant Tom Guycot (un squelette) et les 7 Gouverneurs. La bombe est en fait une arme extra-terrestre qui ne peut être désamorcée qu'à l'aide de médaillons que Billy doit retrouver.

## Système de jeu
Le jeu est non linéaire à défilement horizontal et composé de plus de 40 routes différentes.
Le héros n'est initialement armé que d'un simple pistolet. De manière originale, les chutes dans les précipices ne tuent pas le héros mais le transportent dans un monde souterrain dont il est possible de ressortir. Le jeu a été noté pour son esthétique d'anime japonais.

## Informations supplémentaires
Le groupe de musique fictionnel éponyme, Clash at Demonhead de la série Scott Pilgrim, a été nommé d'après le jeu vidéo.